# Eisenbahnunfall von Holzheim

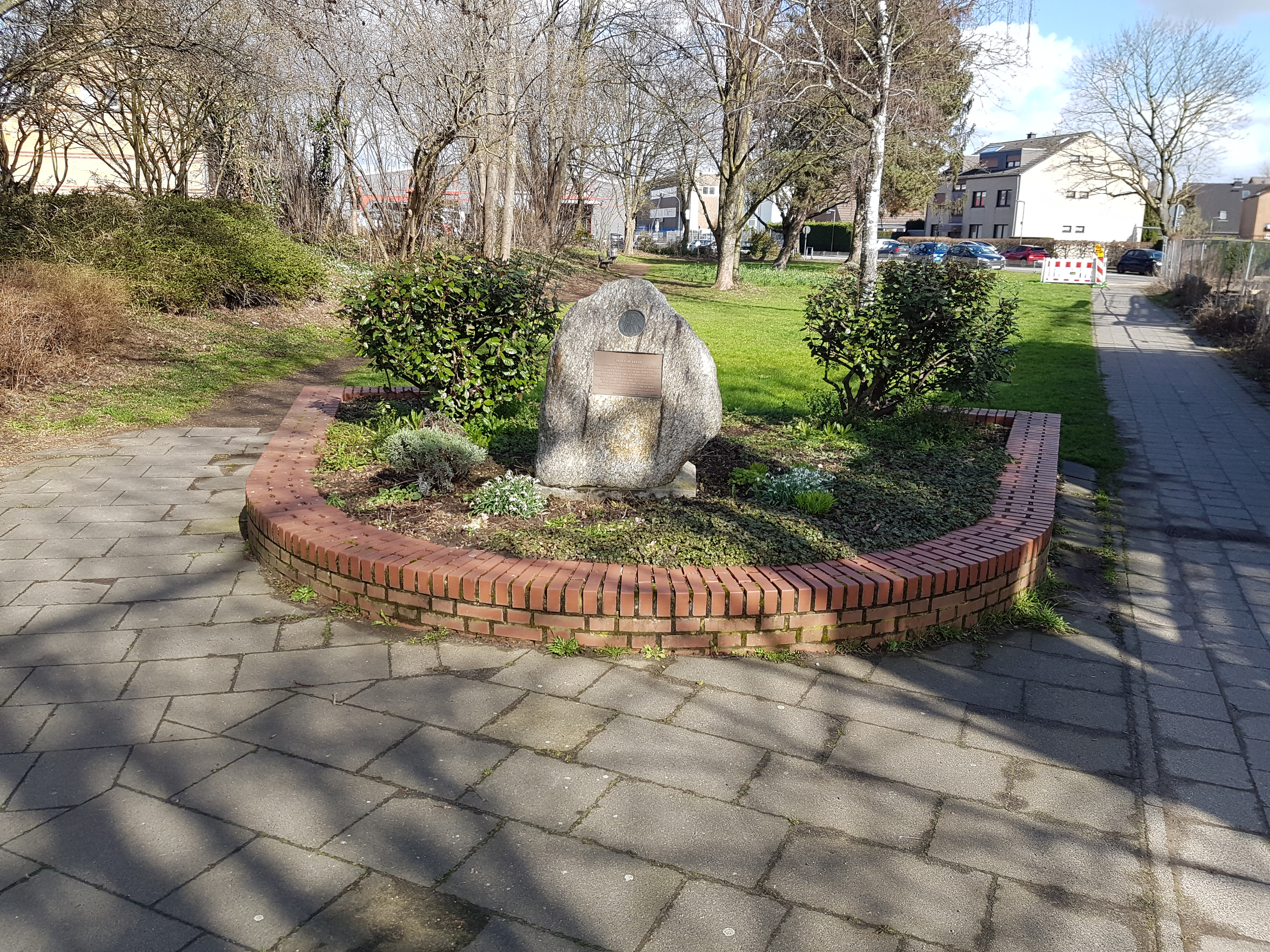
Gedenkstein an das Zugunglück vom 5. September 1937 in unmittelbarer Nähe zum Bahnhof in Holzheim

Bei dem Eisenbahnunfall von Holzheim entgleiste am 5. September 1937 ein mit Pilgern besetzter Zug auf der Bahnstrecke Düren–Neuss bei Holzheim. 18 Menschen starben.

## Ausgangslage
Auf dem Bahnhof von Rommerskirchen hatten sich an diesem Morgen ca. 800 römisch-katholische Pilger aus Rommerskirchen, Vanikum und Sinsteden versammelt, um mit einem Sonderzug der Deutschen Reichsbahn nach Kevelaer zu fahren und dort die Gnadenkapelle zu besuchen.
Der Zug bestand aus 17 preußischen Abteilwagen, gezogen von der Lokomotive 38 3756. Der Sonderzug durchfuhr den Bahnhof Holzheim gegen 8:30 Uhr – ein Halt war hier nicht vorgesehen – mit 70 km/h.
In der nördlichen Ausfahrt des Bahnhofs Holzheim hatten Arbeiten am Oberbau stattgefunden, die noch nicht abgeschlossen waren.

## Unfallhergang
Da alle fahrplanmäßigen Züge auf der Strecke in Holzheim hielten, ging der für die Baustelle verantwortliche Bahnmeister davon aus, dass diese beim Befahren der Baustelle noch so langsam fuhren, dass sie sie ohne Gefahr passieren konnten. Er hatte deshalb die Signale, die die Baustelle sicherten, indem sie „langsam fahren“ geboten, entfernt. Mit der schnellen Durchfahrt eines Sonderzuges hatte er nicht gerechnet.
Als der Sonderzug mit 70 km/h über das in noch relativ losem Schotter liegende Gleis fuhr, verrutschte es, die Lokomotive wurde nach rechts abgelenkt, entgleiste und die Kupplung riss. Die Lokomotive rutschte noch 50 Meter auf Schwellen und Schotter weiter und blieb dann links geneigt liegen. Der Zug blieb im Gleis und fuhr an der Lokomotive vorbei, bevor der erste Personenwagen ebenfalls entgleiste, umstürzte und durch die Masse des folgenden Zuges völlig zertrümmert wurde. Auch der zweite und dritte Wagen wurden schwer beschädigt.

## Folgen
17 Menschen starben unmittelbar bei dem Unfall – darunter auch der Zugführer –, 35 wurden darüber hinaus verletzt. Der Pfarrer von Oekoven erlag später im Krankenhaus seinen Verletzungen. Der Lokomotivführer hatte sich durch Abspringen von der fahrenden Lokomotive retten können. Die Lokomotive konnte repariert werden und wurde erst 1961 ausgemustert.
Neben örtlichen Rettungskräften kamen ein Hilfszug aus Krefeld, ein Gerätewagen aus Neuss und der Sanitätszug der Reichsbahndirektion Köln zum Einsatz. Für die Unfalluntersuchung wurden aus Berlin Beamte des Reichsverkehrsministeriums eingeflogen.
Die meisten Opfer wurden am 8. September 1937 auf dem Friedhof in Rommerskirchen beerdigt, dem Ort, aus dem die meisten Opfer stammten, wobei die Vertreter der NSDAP bei diesem Ereignis die Regie führten und sich als Helfer und Tröster in der Not darzustellen versuchten. Das Requiem hielt der Kölner Kardinal und Erzbischof Karl Joseph Schulte in der Pfarrkirche von Rommerskirchen.
Der verantwortliche Bahnmeister wurde verhaftet, noch im Folgejahr war die Ermittlung der Staatsanwaltschaft nicht abgeschlossen. Danach schweigt die Überlieferung.

## Gedenken
Die Grabanlage für die Opfer des Unfalls ist auf dem Friedhof von Rommerskirchen erhalten. Am 2. Juni 2010 hat der Heimatverein Holzheim e. V. in der Nähe des Holzheimer Bahnhofs einen Gedenkstein gesetzt. In der Hoeninger Kirche St. Stephanus erinnert ein schmiedeeiserner Leuchter – meist als Leuchter für die Osterkerze verwendet – mit dem Datum des 5. September 1937 an die Toten der Pilgerfahrt.